# Alimentation (technologie)
Pour les articles homonymes, voir Alimentation (homonymie).
Une alimentation pour appareil domestique ou électronique est un dispositif ou système fournissant de l'énergie électrique ou n'importe quel autre type d'énergie à une charge de sortie ou à un groupe de charges. Le terme d'alimentation est généralement utilisé pour désigner une alimentation électrique.

## Description générale
Il existe de nombreux types d'alimentations, on peut considérer qu'elles incluent tout type de conversion d'une énergie vers une autre. Cependant, ce terme désigne usuellement une alimentation mécanique ou électrique. On évalue une alimentation en fonction de la puissance qu'elle peut fournir, du temps pendant lequel elle peut fonctionner sans avoir besoin de recharge d'une sorte ou d'une autre, de la stabilité de sa tension ou de son courant de sortie lors d'une variation de charge, et si elle fournit une puissance continue ou pulsée.
La régulation d'une alimentation se fait en incorporant un circuit qui maintient la tension et/ou le courant de sortie à la valeur désirée. On parle alors d'alimentation stabilisée.

## Alimentation électrique
Ce terme couvre toutes les alimentations avec une source d'énergie primaire ou secondaire autre comme :
- La conversion d'une forme d'énergie électrique vers la forme et la tension désirée. Cela inclut souvent la conversion du courant alternatif fourni par le distributeur d'électricité en une très basse tension continue ou non, régulée ou non, pour un petit appareil électrique. Par exemple, voyez : alimentation régulée, redresseur et onduleur.
- Pile électrique
- Pile à combustible ou toute autre forme de stockage d'énergie
- Énergie solaire
- Générateur électrique ou alternateur

### Alimentation d'ordinateur
En informatique, un bloc d’alimentation est la partie d’un ordinateur de type PC (pour les particuliers) qui fournit l’alimentation électrique nécessaire à son fonctionnement. L’alimentation est chargée de convertir la tension électrique du secteur en tensions continues plus faibles permettant d’alimenter les différents composants de l’ordinateur.

### Alimentation linéaire
Une alimentation est la source d'énergie qui utilise les équipements ou appareils électroniques.